# Quốc huy Cộng hòa Nhân dân Trung Hoa
Quốc huy Cộng hòa Nhân dân Trung Hoa (tiếng Trung: 中华人民共和国 国徽; chữ Hán phồn thể: 中華人民共和國 國徽, bính âm: Zhonghua Renmin gònghéguó Guohui) có một đại diện của Quảng trường Thiên An Môn, cổng vào của Tử Cấm Thành của Quảng trường Thiên An Môn ở Bắc Kinh, trong một vòng tròn màu đỏ.

## Miêu tả
Trên quốc huy có năm ngôi sao được có trên quốc kỳ quốc gia này. Đại diện ngôi sao lớn nhất của Đảng Cộng sản Trung Quốc, trong khi bốn ngôi sao nhỏ hơn Đại diện cho bốn tầng lớp xã hội theo quy định tại Chủ nghĩa Mao. Biểu tượng này được miêu tả như là "Bao gồm các mô hình của lá cờ quốc gia." Những yếu tố này được mô tả như sau:

... Màu đỏ của lá cờ tượng trưng cho cuộc cách mạng và màu vàng của những ngôi sao vàng rực rỡ những tia toả ra từ các vùng đất đỏ rộng lớn. Thiết kế của bốn ngôi sao nhỏ hơn bao quanh một lớn hơn một tượng trưng cho sự đoàn kết của người Trung Quốc dưới sự lãnh đạo của Đảng Cộng sản Trung Quốc
—Niên giám Trung Quốc 2004

## Người thiết kế
Người thiết kế Quốc huy là Lâm Huy Nhân (1904-1955), trước đây gọi là Huy Âm, người  Phúc Kiến, kiến trúc sư, nhà văn, nhà thơ phái Trăng non.
Bà sinh ngày 10 tháng 6 năm 1904 tại Mân Hậu, Phúc Kiến, trong một gia đình trí thức quan lại. Cha của bà là Lâm Trường Dân, đã sớm học ở Nhật và là một nhân vật phái mới. Năm 1916 đến Bắc Kinh học Trung học nữ sinh Bồi Hoa, Bắc Kinh. Tháng 4 đến tháng 9 năm 1920 theo cha đi du lịch châu Âu, đã đến London, Paris, Geneva, Rome, Frankfurt, Berlin, Brussels và những nơi khác. Cũng trong năm đó, bà đã vào học tại trường nữ sinh Mary. Bà đã gặp Từ Chí Ma ở Học viện Kinh tế. Năm 1921, bà trở lại trường trung học nữ Bồi Hoa. Năm 1923 đã tham gia các hoạt động Câu lạc bộ Trăng non. Năm 1924 học tập tại Mỹ, vào học Học viện Mỹ thuật của Trường Đại học Pennsylvania, và khóa học tự chọn về kiến trúc. Năm 1927 bà tốt nghiệp và nhận được bằng Cử nhân Mỹ thuật. Cũng năm đó, bà vào học Học viện Sân khấu thuộc Đại học Yale. Tháng 3 năm 1928, bà và Lương Ân Thành đã kết hôn tại Ottawa, Canada. Sau khi kết hôn, bà đã sang châu Âu để nghiên cứu ngành kiến trúc. Cũng tháng 8 năm đó,  bà đã trở về nước. Vào sáng sớm ngày 01 tháng 4 năm 1955, sau 15 năm tranh đấu ngoan cường với căn bệnh lao, bà đã qua đời, chỉ mới 51 tuổi.
Lâm Huy Nhân đã viết nhiều, bao gồm văn xuôi, thơ, tiểu thuyết, kịch, dịch thuật, thư tín và các tác phẩm khác, là các kiệt tác, mà tiêu biểu là “Bạn là ngày tháng Tư trần thế”, cuốn tiểu thuyết “99 độ” v.v.. Tập thơ xuất bản bao gồm “Thơ Lâm Huy Nhân” (1985) v.v..

## Dựng hình
Tiêu chuẩn quốc gia của Trung Quốc: GB 15093-2008 chỉ định cấu trúc, vật liệu và màu sắc của quốc huy.
| Tỉ lệ | Dựng hình |
| ----- | --------- |
|       |           |

## Biểu tượng thành phố và Đặc khu hành chính
Vào ngày 15 tháng 4 năm 1985, thành phố Thái Nguyên, Sơn Tây chính thức công bố biểu tượng của mình, trở thành thành phố đầu tiên tại Cộng hòa Nhân dân Trung Hoa có biểu tượng thành phố.
Hồng Kông và Macao có biểu tượng riêng. Đại hội đại biểu Nhân dân toàn quốc đã thông qua việc sử dụng tiêu chuẩn hóa các biểu tượng của hai khu vực hành chính đặc biệt.
Theo luật pháp Trung Quốc kể từ tháng 11 năm 1997, chỉ có Hồng Kông và Ma Cao được phép có biểu tượng riêng và các địa phương khác đã phải ngừng sử dụng chúng. Nhưng luật này đã bị bỏ qua vào năm 2011 khi thành phố Thành Đô chọn Chim mặt trời vàng.

### Thành phố

Thành Đô
Côn Minh (1922–1949)

### Đặc khu hành chính

Hồng Kông
Ma Cao